# قائمة الهجمات الصاروخية الفلسطينية على إسرائيل 2016
فيما يلي قائمة بهجمات الصواريخ وقذائف الهاون على إسرائيل في عام 2016.. انطلقت جميع الهجمات من قطاع غزة ما لم يذكر خلاف ذلك.
في أغسطس 2014، انتهت الحرب على غزة 2014 بعد إطلاق 4594 صاروخًا وقذيفة هاون باتجاه إسرائيل. منذ نهاية العملية دخل حيز التنفيذ وقف غير رسمي لإطلاق النار بين إسرائيل وحماس.

## يناير
1 يناير
حوالي الساعة 11 مساءً، أُطلقت خمسة صواريخ من غزة على إسرائيل. سقط صاروخان داخل إسرائيل في مناطق مفتوحة في مجلس شاعر هنيغف الإقليمي. وسقط الثلاثة الآخرون في غزة.
24 يناير
حوالي الساعة 9 مساءً، أطلق صاروخ واحد من غزة باتجاه إسرائيل. سقط الصاروخ داخل إسرائيل في منطقة مكشوفة في مجلس شاعر هنيغف الإقليمي.

## فبراير
لم تكن هناك هجمات صاروخية فلسطينية على إسرائيل في فبراير.

## مارس
11 مارس
حوالي الساعة 10:30 مساءً، أُطلقت 4 صواريخ من غزة على إسرائيل. سقطت جميع الصواريخ في منطقة مفتوحة في مجلس شاعر هنيغف الإقليمي.
14 مارس
حوالي الساعة 11:40 مساءً، أُطلق صاروخ واحد من غزة باتجاه إسرائيل. سقط الصاروخ في منطقة مكشوفة في مجلس شاعر هنيغف الإقليمي.

## أبريل
لم تكن هناك هجمات صاروخية فلسطينية على إسرائيل في أبريل.

## مايو
7 مايو
إطلاق صاروخ واحد من غزة باتجاه إسرائيل. سقط الصاروخ على مجلس إشكول الإقليمي دون إصابات أو أضرار. جاء الهجوم بعد ثلاثة أيام من الاشتباكات بالقرب من الحدود بين حماس وإسرائيل.
25 مايو
قرابة الساعة 11 مساءً، أُطلق صاروخ واحد من غزة باتجاه إسرائيل. سقط الصاروخ على مجلس شاعر هنيغف الإقليمي دون إصابات أو أضرار. وأعلنت جماعة أجناد بيت المقدس مسؤوليتها عن الهجوم.

## يونيو
لم تكن هناك هجمات صاروخية فلسطينية على إسرائيل في يونيو.

## يوليو
1 يوليو
قرابة الساعة 11 مساءً، أُطلق صاروخان من غزة باتجاه إسرائيل. سقط صاروخ واحد في مدرسة تمهيدية خالية في سديروت مما تسبب في أضرار جسيمة للمبنى. ولم ترد أنباء عن وقوع إصابات مباشرة. وسقط الصاروخ الثاني في منطقة مفتوحة.

## أغسطس
21 أغسطس
حوالي الساعة 2:25 مساءً، أُطلق صاروخ واحد من غزة باتجاه إسرائيل. سقط الصاروخ في سديروت بين منزلين. لم يتم الإبلاغ عن وقوع إصابات.